# Stypommisa hypographa
Stypommisa hypographa är en tvåvingeart som först beskrevs av Krober 1930.  Stypommisa hypographa ingår i släktet Stypommisa och familjen bromsar. Inga underarter finns listade i Catalogue of Life.